# Gaël
Gaël är en kommun i departementet Ille-et-Vilaine i regionen Bretagne i nordvästra Frankrike. Kommunen ligger i kantonen Saint-Méen-le-Grand som tillhör arrondissementet Rennes. År 2022 hade Gaël 1 617 invånare.

## Befolkningsutveckling
Antalet invånare i kommunen Gaël
Referens:INSEE